# 賢者のマネー
賢者のマネー(けんじゃのまねー)は、テレビ東京系列で2003年4月6日から9月28日まで放送されたテレビ番組。

## 概要
不況、リストラ、低金利を乗り越えようと奮闘する日本の企業や団体であるいわゆる「平成の賢者」から資産運用のヒントを探る番組であった。

## 出演者
- 藤沢久美